# Torrellano Club de Fútbol
El Torrellano Club de Fútbol va ser un equip de futbol valencià amb seu a Torre del Pla, Elx, al País Valencià. Fundat l'any 1983, es va dissoldre 26 anys després, i va celebrar partits a casa a l'Estadi Municipal de Torrellano, amb una capacitat de 2.000 espectadors.

## Història
Fundat l'any 1983, Torrellano va passar els primers setze anys de la seva existència competint a les lligues autonòmiques. L'any 2000 va arribar per primera vegada a Tercera Divisió, amb una durada de cinc temporades.
L'estiu de 2009 el club es va fusionar amb el CD Illice, creant el Torrellano Illice CF.

## Temporada a temporada
| Temporada | Nivell | Divisió    | Lloc | Copa del Rei |
| --------- | ------ | ---------- | ---- | ------------ |
| 1987/88   | 6      | 1a Reg.    | 8è   |              |
| 1988/89   | 6      | 1a Reg.    | 11è  |              |
| 1989/90   | 6      | 1a Reg.    | 4t   |              |
| 1990/91   | 6      | 1a Reg.    | 5è   |              |
| 1991/92   | 6      | 1a Reg.    | 3r   |              |
| 1992/93   | 6      | 1a Reg.    | 9è   |              |
| 1993/94   | 6      | 1a Reg.    | 5è   |              |
| 1994/95   | 6      | 1a Reg.    | 4t   |              |
| 1995/96   | 6      | 1a Reg.    | 8è   |              |
| 1996/97   | 6      | 1a Reg.    | 1r   |              |
| 1997/98   | 5      | Reg. Pref. | 5è   |              |

| Temporada | Nivell | Divisió    | Lloc | Copa del Rei |
| --------- | ------ | ---------- | ---- | ------------ |
| 1998/99   | 5      | Reg. Pref. | 3r   |              |
| 1999/00   | 5      | Reg. Pref. | 2n   |              |
| 2000/01   | 4      | 3a         | 11è  |              |
| 2001/02   | 4      | 3a         | 16è  |              |
| 2002/03   | 4      | 3a         | 9è   |              |
| 2003/04   | 4      | 3a         | 11è  |              |
| 2004/05   | 4      | 3a         | 19è  |              |
| 2005/06   | 5      | Reg. Pref. | 6è   |              |
| 2006/07   | 5      | Reg. Pref. | 3r   |              |
| 2007/08   | 5      | Reg. Pref. | 4t   |              |
| 2008/09   | 5      | Reg. Pref. | 1r   |              |

- 5 temporades a Tercera Divisió